# 거침없는 사랑
《거침없는 사랑》은 2002년 5월 20일부터 2002년 7월 23일까지 방송했던 KBS 2TV 월화 드라마였다.

## 제작진

### 극본
- 이선희

### 연출
- 이강현

## 등장 인물
- 오연수 : 서경주 역
- 조민기 : 한정환 역
- 송선미 : 유원희 역
- 서태화 : 최민우 역
- 유혜정 : 윤채옥 역
- 송일국 : 나영재 역
- 토모 : 유지 역
- 공유 : 서경철 역
- 박시은 : 장난영 역
- 김성겸
- 김지영
- 나문희
- 김해숙
- 최여진
- 강민석
- 김일우
- 박건태
- 황동주